# Špinavý trik
Špinavý trik (v originále American Hustle) je americký film z roku 2013 režiséra Davida O. Russella, který pojednává o operaci FBI, ABSCAM, během konce sedmdesátých a počátku osmdesátých let. V hlavních rolích hrají Christian Bale a Amy Adams jako dva podvodníci, kteří jsou nuceni spolupracovat s agentem FBI (Bradley Cooper) pro vytvoření komplikované operace, která má odhalit zkorumpované politiky, včetně starosty Camdenu v New Jersey (Jeremy Renner). Operaci jim ovšem může zkomplikovat nepředvídatelná manželka hlavního hrdiny, kterou ztvárnila Jennifer Lawrenceová.
Hlavní natáčení filmu začalo dne 8. března 2013 v Bostonu, Worcesteru a New Yorku. Film získal povětšinou kladné recenze od kritiků a byl i úspěšný na plátnech kin. Získal deset nominací na Oscara včetně nominací pro nejlepší film, nejlepšího režiséra a nejlepší původní scénář a stal se druhým filmem od roku 1981, který byl nominován ve všech čtyřech hereckých kategoriích (prvním filmem byla Terapie láskou, kterou také režíroval David O. Russell a objevili se v ní Cooper a Lawrenceová). Film získal mimo jiné tři Zlaté glóby a cenu Screen Actors Guild Award pro nejlepší obsazení celovečerního filmu.

## Obsazení
| Christian Bale       | Irving Rosenfeld                       |
| Amy Adams            | Sydney Prosser/Lady Edith Greensly     |
| Bradley Cooper       | Richard "Richie" DiMaso                |
| Jeremy Renner        | Mayor Carmine Polito                   |
| Jennifer Lawrenceová | Rosalyn Rosenfeld                      |
| Louis C.K.           | Stoddard Thorsen                       |
| Jack Huston          | Pete Musane                            |
| Saïd Taghmaoui       | Irving's Sheik Plant                   |
| Michael Peña         | Paco Hernandez/Šejk Abdullah           |
| Shea Whigham         | Carl Elway                             |
| Alessandro Nivola    | Anthony Amado                          |
| Elisabeth Röhm       | Dolly Polito                           |
| Colleen Camp         | Brenda                                 |
| Paul Herman          | Alfonse Simone                         |
| Anthony Zerbe        | Senátor z New Jersey                   |
| Robert De Niro       | Victor Tellegio (neuveden v titulcích) |

## Natáčení
Hlavní natáčení začalo 8. března 2013 a skončilo v květnu 2013. Film se natáčel v prostředí Bostonu, Massachusetts (zvláště ve Worcesteru) a New Yorku. Natáčení muselo být odloženo v důsledku bombových útoků v Bostonu, kdy byl přístup do města uzavřen. Poté natáčení pokračovalo v Bostonu a bylo ukončeno na lokacích v New Yorku.
Christian Bale v rozhovoru odhalil, že většina interakcí jeho role byly improvizace. Russell se nechal slyšet, že se chtěl zaměřit spíše na postavy, než na zápletku. Christian Bale kvůli přípravě na roli přibral 23 kilogramů.

## Přijetí
Rozpočet filmu činil 40 milionů dolarů. K 20. listopadu 2016 film vydělal 251,1 milionů dolarů.
Film získal pozitivní kritiku. Na recenzní stránce Rotten Tomatoes získal z 257 započtených recenzí 93 procent s průměrným ratingem 8,2 bodů z deseti. Na serveru Metacritic snímek získal z 47 recenzí 90 bodů ze sta. Na Česko-Slovenské filmové databázi snímek získal 61%.